# Pierre Dupong
Pierre Dupong (Heisdorf, 1 de noviembre de 1885 – Ciudad de Luxemburgo, 23 de diciembre de 1953) fue un político y estadista luxemburgués.  Fue el decimosexto primer ministro de Luxemburgo, que ejerció durante dieciséis años, desde el 5 de noviembre de 1937 hasta su muerte, el 23 de diciembre de 1953 y también fue responsable en diferentes momentos de los ministerios de finanzas, ejército, agricultura, trabajo y asuntos sociales. Fundó el Partido Social Cristiano Popular (CSV) como principal partido conservador después de la Segunda Guerra Mundial, habiendo sido miembro fundador del Partido de la Derecha (PD) en 1914.

## Trayectoria
Fue uno de los miembros fundadores en 1914 del Partido de la Derecha,  y fue elegido para la legislatura en 1915. Se desempeñó como director general de Finanzas de 1926 a 1937 y como Ministro de Seguridad Social y Trabajo en 1936 y 1937.
Su primer gobierno fue el Ministerio Dupong-Krier (1937-1940). Entre 1940 y 1944, Dupong dirigió el gobierno luxemburgués en el exilio, después de que Luxemburgo fuera ocupado por la Alemania nazi. Huyó del país junto con el resto del gobierno de Luxemburgo y la Gran Familia Ducal de Luxemburgo, estableciéndose en Francia. Una vez en Burdeos, obtuvieron visados de tránsito del cónsul portugués Aristides de Sousa Mendes, en junio de 1940.  Pierre Dupong, junto con su esposa Sophie y sus hijos Marie Thérèse, Lambert Henri, Henriette y Jean, siguieron a la familia Gran Ducal a través de Coímbra y Lisboa, estableciéndose en Praia das Maçãs después de que la familia Gran Ducal se hubiera mudado a Cascais. En agosto, toda la comitiva se había trasladado a Monte Estoril. El matrimonio Dupong permaneció en el Chalet Posser de Andrade hasta el 26 de septiembre de 1940, mientras que sus hijos permanecieron allí hasta el 2 de octubre de 1940. El 26 de septiembre, la pareja abordó el SS Excalibur con destino a la ciudad de Nueva York, llegando el 5 de octubre de 1940. Con ellos viajaron Georgette y Betty Bech, esposa e hija de Joseph Bech, ministro de Asuntos Exteriores del gobierno de Luxemburgo en el exilio.